# Địa lý Ấn Độ
Địa lý Ấn Độ đa dạng, bao gồm nhiều miền khí hậu khác biệt từ những dãy núi phủ tuyết cho đến các sa mạc, đồng bằng, rừng mưa nhiệt đới, đồi, và cao nguyên. Ấn Độ bao gồm một phần lớn của tiểu lục địa Ấn Độ nằm trên mảng kiến tạo Ấn Độ, phần phía Bắc của mảng Ấn-Úc. Ấn Độ có bờ biển dài 7.516 km, phần lớn Ấn Độ nằm ở bán đảo Nam Á vươn ra Ấn Độ Dương. Ấn Độ giáp Biển Ả Rập về phía Tây Nam và giáp Vịnh Bengal về phía Đông và Đông Nam. Ấn Độ có diện tích 3.287.263 km², xếp thứ 7 trên thế giới về diện tích, trong đó phần đất liền chiếm 90,44%, diện tích mặt nước chiếm 9,56%. Ấn Độ có biên giới trên đất liền giáp với Bangladesh (4.053 km), Bhutan (605 km), Myanmar (1.463 km), Cộng hòa Nhân dân Trung Hoa (3.380 km), Nepal (1690 km) và Pakistan (2.912 km). Đỉnh núi cao nhất có độ cao 8.598 m, điểm thấp nhất là Kuttanad với độ cao -2,2 m. Các sông dài nhất là sông Brahmaputra, sông Hằng. Hồ lớn nhất là hồ Chilka.
Vùng đồng bằng Ấn-Hằng phì nhiêu chiếm phần lớn ở phía Bắc, miền Trung và Đông Ấn Độ. Về phía Tây của quốc gia này là sa mạc Thar, một hoang mạc hỗn hợp đá và cát. Biên giới phía Đông và Đông Bắc của quốc gia này là dãy Himalayas. Đỉnh cao nhất ở Ấn Độ là lãnh thổ tranh chấp với Pakistan; theo tuyên bố của Ấn Độ, đỉnh cao nhất (nằm ở khu vực Kashmir là K2, với độ cao 8.611 m. Đỉnh cao nhất ở trong lãnh thổ không tranh chấp của Ấn Độ là Kangchenjunga, với độ cao 8.598 m. Khí hậu Ấn Độ đa dạng từ khí hậu xích đạo ở cực Nam đến Alpine ở khu vực đỉnh Himalayas.
Ấn Độ giáp Pakistan và Afghanistan về phía Tây Bắc. Chính quyền Ấn Độ xem toàn bộ bang Jammu và Kashmir là một phần của Ấn Độ. Bang này giáp một phần của Afghanistan. Trung Quốc, Bhutan và Nepal ở phía Bắc, Myanmar về phía Đông và Bangladesh về phía Đông của Tây Bengal. Sri Lanka được tách biệt khỏi Ấn Độ bằng một eo biển hẹp được tạo ra bởi Eo biển Palk và Vịnh Mannar. Về mặt hành chính, Ấn Độ được chia thành 28 bang, và 7 lãnh thổ liên bang được chính quyền liên bang quản lý. Các đơn vị hành chính này được phân chia chủ yếu theo biên giới dân tộc và ngôn ngữ hơn lý do địa lý.

## Phát triển địa chất
Ấn Độ nằm hoàn toàn trên mảng Ấn Độ, một mảng kiến tạo chính được hình thành khi nó tách ra từ lục địa cổ đại Gondwana (lục địa cổ xưa, bao gồm phần phía nam của siêu lục địa của Pangea). Mảng Ấn-Úc được chia thành các mảng Ấn Độ và mảng Úc. Khoảng 90 triệu năm trước, trong giai đoạn cuối kỷ Creta, mảng Ấn Độ bắt đầu di chuyển về phía bắc vào khoảng 15 cm / năm (6 in / năm). Khoảng 50 đến 55 triệu năm trước, trong thế Eocen của Đại Tân sinh, mảng va chạm với châu Á sau khi trải dài từ 2.000 đến 3.000 km (1.243 đến 1.864 mi), nó đã di chuyển nhanh hơn bất kỳ mảng nào đã biết. Vào năm 2007, các nhà địa chất Đức đã xác định rằng mảng Ấn Độ có thể di chuyển rất nhanh vì nó chỉ dày bằng một nửa so với các mảng khác trước đây đã hình thành Gondwana. Sự va chạm với mảng Á - Âu dọc theo biên giới hiện tại giữa Ấn Độ và Nepal đã hình thành nên vành đai kiến tạo sơn tạo ra cao nguyên Thanh Tạng và dãy Himalaya. Tính đến năm 2009, mảng Ấn Độ đang di chuyển về phía đông bắc với tốc độ 5 cm / năm (2 in / năm), trong khi mảng Á - Âu đang di chuyển về phía bắc chỉ với 2 cm / năm (0,8 in / năm). Ấn Độ do đó được gọi là "lục địa nhanh nhất". Điều này khiến mảng Á-Âu bị biến dạng và mảng Ấn Độ nén với tốc độ 4 cm / năm (1,6 in / năm).

## Các vùng địa lý
Ấn Độ có thể được chia thành sáu vùng địa lý, đó là:
- Dãy núi phía Bắc
- Cao nguyên Deccan
- Đồng bằng Ấn-Hằng
- Sa mạc Thar
- Vùng đồng bằng ven biển
- Các đảo

### Dãy núi phía Bắc
Một cánh cung núi lớn bao gồm dãy Himalaya thuộc Nepal, Hindu Kush và Patkai được xác định tại tiểu lục địa phía bắc Ấn Độ. Chúng được hình thành bởi sự va chạm của mảng kiến tạo liên tục của các mảng Ấn Độ và mảng Á-Âu. Những ngọn núi trong các dãy núi này bao gồm một số ngọn núi cao nhất thế giới, chúng như một hàng rào tự nhiên cản trở đối gió lạnh. Chúng cũng tạo thuận lợi cho gió mùa, từ đó ảnh hưởng đến khí hậu ở Ấn Độ. Sông có nguồn gốc từ những ngọn núi chảy qua các đồng bằng Ấn-Hằng màu mỡ. Những ngọn núi này được các nhà sinh vật học công nhận là ranh giới giữa hai vùng sinh thái tuyệt vời của Trái đất: vùng khí hậu ôn đới Cổ Bắc giới bao phủ phần lớn Á-Âu và vùng nhiệt đới và cận nhiệt đới Indomalaya bao gồm tiểu lục địa Ấn Độ, Đông Nam Á và Indonesia.
Dãy Himalaya là dãy núi cao nhất thế giới, với đỉnh núi cao nhất, đỉnh Everest (8.848 mét [29.029 ft]) trên biên giới Nepal-Trung Quốc. Chúng tạo thành biên giới đông bắc của Ấn Độ, tách nước này khỏi Đông Bắc Á. Đây là một trong những dãy núi trẻ nhất thế giới và mở rộng gần như không bị gián đoạn với 2.500 km (1.600 dặm), có diện tích 500.000 km² (190.000 dặm vuông). Dãy Himalaya kéo dài từ Jammu và Kashmir ở phía bắc đến Arunachal Pradesh ở phía đông. Các bang này cùng với Himachal Pradesh, Uttarakhand, và Sikkim nằm chủ yếu ở vùng Himalaya. Nhiều đỉnh ở Himalaya cao hơn 7.000 m (23.000 ft) và đường băng tuyết nằm trong khoảng từ 6.000 m (20.000 ft) ở Sikkim đến khoảng 3.000 m (9.800 ft) ở Kashmir. Kanchenjunga, trên biên giới Sikkim - Nepal, là điểm cao nhất trong khu vực do Ấn Độ quản lý. Hầu hết các đỉnh núi ở dãy Himalaya đều có tuyết rơi suốt cả năm. Himalaya đóng vai trò như một rào cản đối với gió katabatic lạnh lẽo thổi xuống từ Trung Á. Do đó, Bắc Ấn Độ được giữ ấm hoặc chỉ được làm mát nhẹ vào mùa đông; vào mùa hè, hiện tượng tương tự làm cho Ấn Độ tương đối nóng.